# LovesTV
LovesTV (/lovés televisión/) es una plataforma de contenidos con tecnología HbbTV desarrollada de forma conjunta por RTVE, Atresmedia y Mediaset España.
En esta primera versión contemplará la visualización de los contenidos de la última semana, la posibilidad de comenzar un programa desde su inicio aunque este ya hubiera empezado en la emisión lineal, una guía de programación (EPG) mejorada o la posibilidad de recomendar contenidos, entre otras funcionalidades, que se verán incrementadas en desarrollos posteriores.